# Ironman Pro Series 2024
Navigation
Édition suivante
L'Ironman Pro Series 2024 est une compétition de triathlon longue distance, composée d'une série de dix-sept étapes. Le tour est organisé par la World Triathlon Corporation. 

## Organisation
En 2024, le circuit se déroule sur 17 compétitions du circuit Ironman et Ironman 70.3 entre le 6 avril et les 14 et 15 décembre en Nouvelle-Zélande.

## Étapes de l'épreuve
Le tableau présente les vainqueurs des étapes du circuit 2024.
| Date                    | Lieu                                     | Homme                | Femme                   |
| Date                    | Lieu                                     | Médaille d'or        | Médaille d'or           |
| ----------------------- | ---------------------------------------- | -------------------- | ----------------------- |
| 6 avril                 | Ironman 70.3 Oceanside                   | Lionel Sanders       | Taylor Knibb            |
| 27 avril                | Ironman Texas                            | Patrick Lange        | Katrina Matthews        |
| 4 mai                   | Ironman 70.3 St. George                  | Sam Long             | Paula Findlay           |
| 11 mai                  | Ironman 70.3 Majorque                    | Nicolas Mann         | Emma Pallant            |
| 19 mai                  | Ironman 70.3 Chattanooga                 | Matt Hanson          | Emma Pallant            |
| 2 juin                  | Ironman Hambourg                         |                      | Jackie Hering           |
| 8 juin                  | Ironman 70.3 Boulder                     | Trevor Foley         | Ellie Salthouse         |
| 16 juin                 | Ironman Cairns                           | Matt Burton          | Hannah Berry            |
| 23 juin                 | Ironman 70.3 Mont-Tremblant              | Lionel Sanders       | Paula Findlay           |
| 30 juin                 | Ironman 70.3 Les Sables d’Olonne         | Nicolas Mann         | Laura Madsen            |
| 16 juillet              | Ironman Vitoria-Gasteiz                  | Antonio Benito López | Katrina Matthews        |
| 21 juillet              | Ironman Lake Placid                      | Trevor Foley         | Danielle Lewis          |
| 18 août                 | Ironman Allemagne                        | Kristian Blummenfelt |                         |
| 25 août                 | Ironman 70.3 Tallinn                     | Panagiotis Bitados   | Caroline Pohle          |
| 1er septembre           | Ironman 70.3 Zell am See-Kaprun          | Mika Noodt           | Caroline Pohle          |
| 22 septembre 24 octobre | Ironman Nice (F) Ironman Kailua-Kona (H) | Patrick Lange        | Laura Philipp           |
| 1er décembre            | Ironman 70.3 Western Australia           | Gregory Barnaby      | Marta Sánchez Hernández |
| 14 décembre 15 décembre | Ironman 70.3 Taupō                       | Jelle Geens          | Taylor Knibb            |

## Classement général Ironman Pro Series
Les tableaux présentent les classements généraux du circuit 2024.
| Rang               | Nom                | Points |
| ------------------ | ------------------ | ------ |
| Médaille d'or      | Gregory Barnaby    | 19 097 |
| Médaille d'argent  | Patrick Lange      | 18 623 |
| Médaille de bronze | Kristian Høgenhaug | 18 525 |
| 4                  | Matthew Marquardt  | 18 132 |
| 5                  | Matt Hanson        | 17 853 |
| 6                  | Bradley Weiss      | 17 350 |
| 7                  | Robert Kallin      | 17 192 |
| 8                  | Mathias Petersen   | 16 648 |
| 9                  | Braden Currie      | 16 306 |
| 10                 | Jonas Hoffman      | 16 217 |

| Rang               | Nom                | Points |
| ------------------ | ------------------ | ------ |
| Médaille d'or      | Katrina Matthews   | 20 761 |
| Médaille d'argent  | Jackie Hering      | 18 095 |
| Médaille de bronze | Lotte Wilms        | 17 768 |
| 4                  | Hannah Berry       | 17 094 |
| 5                  | Maja Stage Nielsen | 15 999 |
| 6                  | Danielle Lewis     | 15 416 |
| 7                  | Els Visser         | 15 295 |
| 8                  | Daniela Bleymehl   | 14 999 |
| 9                  | Alice Alberts      | 14 000 |
| 10                 | Penny Slater       | 12 997 |